# AstraZeneca
AstraZeneca plc este o companie farmaceutică anglo-suedeză cu peste 66.000 de angajați, ale cărei produse acoperă o gamă largă de afecțiuni: cardiace, vasculare, respiratorii, neurologice, etc.
În 2003, AstraZeneca a plătit o amendă de 233 milioane de dolari americani pentru utilizarea inadecvată a medicamentului Zoladex. În 2010 au plătit o amendă de 520 milioane de dolari pentru promovarea medicamentului Seroquel în alte scopuri decât cele descrise în prospect.